# Jean de l’Isle-Adam
Jean de l’Isle-Adam (* 8. Juni 1500; † 22. März 1572 in Marivaux) war ein französischer Adliger und Militär. Er war Seigneur de Marivaux und Lieutenant au Gouvernement de Paris et de l’Île-de-France.

## Leben
Jean de L’Isle-Adam war der Sohn von Guillaume de L’Isle-Adam († 1511), Seigneur de Marivaux etc., und Marguerite de Balu, Dame de Bandeville etc.
Er war Chevalier de l’Ordre du Roi (d. h. im Ordre de Saint-Michel), Maître d’Hôtel ordinaire, Kapitän von Beauvais, Bailli von Mantes und Meulan. 1553 war er Lieutenant au Gouvernement de Paris et de l’Île-de-France, d. h. Stellvertreter für Gaspard II. de Coligny.

## Ehe und Familie
Jean de L’Isle-Adam heiratete am 22. Juni 1519 in erster Ehe Agnès de Vaux, Tochter von Louis de Vaux, Seigneur de Saintines, und Françoise Cossart († 7. März 1531 im Wochenbett). Ihre Kinder sind:
- Claude de l’Isle-Adam († jung)
- Georges de l’Isle-Adam, († 9. Mai 1553 bei der Belagerung von Thérouanne), Seigneur de Troissereux
- Charlotte de l’Isle-Adam (* 22. März 1529); ⚭ (1) François d’Aumale, Seigneur de Nancelles; ⚭ (2) Charles du Plessis, Seigneur du Plesss-Biache
- Jacqueline de l’Isle-Adam († 1531 bei der Geburt)

In zweiter Ehe heiratete er am 5. Oktober 1542 Hélène d’Aspremont, Dame de Thulin et de Troissereux, Tochter von Gobert XII. d’Aspremont, Seigneur de Thulin, und Antoinette de Bissipat, Dame de Troissereux. Ihre Kinder sind:
- Anceau de l’Isle-Adam († jung)
- Claude de l’Isle-Adam, dit Marivaux le sage († 17. Mai 1598), Seigneur de Marivaux, Conseiller et Chambellan ordinaire du frère du Roi (der spätere König Heinrich III.), Kapitän und Gouverneur von Arques, Gouverneur von Stadt und Zitadelle Laon, Lieutenant-général au Gouvernement de l’Île-de-France, 1595 Chevalier des Ordres du Roi (d. h. insbesondere des Ordre du Saint-Esprit); ⚭ Catherine Béatrix du Moustier, Dame de Saragosse et de Courtempierre, Tochter von Pierre du Moustier, Seigneur de Saragosse et de Courtempierre, Witwe von Jean Galéas de Saint-Séverin, Comte de Gayasse
- Louis de l’Isle-Adam, Seigneur de Pontillaut (* wohl 1555, † 1576 in der Nähe von Dormans), 21 Jahre alt[2]
- Jean de l’Isle-Adam († 2. August 1589 beim Duell gegen Claude de Marolles während der Belagerung von Paris), Kapitän der Leibwache (Gardes du corps) des Königs Heinrich III.; ⚭ Renée de Tournemine, Marquise de Coëtmeur, Tochter von Jacques de Tournemine, Marquis de Coëtmeur, und Lucrèce de Rohan-Guéméné
- François de l’Isle-Adam († 18. August 1611 in La Neuville-en-Hez durch Gewalt), Seigneur de Traînel et Trigny, erwarb Marivaux von seinen Nichten, Mestre de camp im Régiment de Piémont, Gouverneur von Corbeil und 1594 der Bastille, 1598 von La Capelle und schließlich 1604 von Stadt und Zitadelle von Amiens, 1604 Chevalier des Ordres du Roi (d. h. insbesondere des Ordre du Saint-Esprit, ernannt, aber nicht formell aufgenommen), 30. Januar 1609 Staatsrat; ⚭ Anne de Balsac, Dame de Montagu, Tochter von Jean de Balsac, Seigneur de Montagu, und Madeleine Olivier de Leuville (Haus Balzac)
- Antoinette de l’Isle-Adam und Geneviève de l’Isle-Adam († jung)
- Marguerite de L’Isle-Adam (* 27. August 1545); ⚭ Jean de Carvoisin, Seigneur d’Achy, Gouverneur von Pont-de-l’Arche, Sohn von Vespasian de Carvoisin und Marguerite de Picquigny
- Louise de l’Isle-Adam (* 2. Dezember 1546), Nonne in der Abtei Le Lys
- Héléne de l’Isle-Adam; ⚭ Richard de Nollent, Seigneur de Chaude
- Agnès de l’Isle-Adam (* 25. Mai 1557); ⚭ Robert de Chalandre, Seigneur de Soumazan (Bistum Verdun), Gouverneur von Stadt und Burg Jametz

Jean de L’Isle-Adam starb am 22. März 1572 und wurde in Saint-Crespin bestattet.